# 托和平错
托和平错（藏語：ཐའོ་ཧོ་ཕིང་མཚོ，威利转写：tha'o ho phing mtsho，THL：Taohoping Tso）位于中国西藏自治区阿里地区改则县境内，地处改则县西北部、臥牛嶺南麓，湖面海拔5015米，面积31.6平方公里。形状不规则，多岛屿、半岛和湖湾。湖区气候恶劣，年均气温-6～-4℃，年均降水量75～100毫米。湖水主要靠冰雪融水和泉水补给。集水区面积1980.4平方公里。湖水经西南的百泉河流入南部的卡条错。

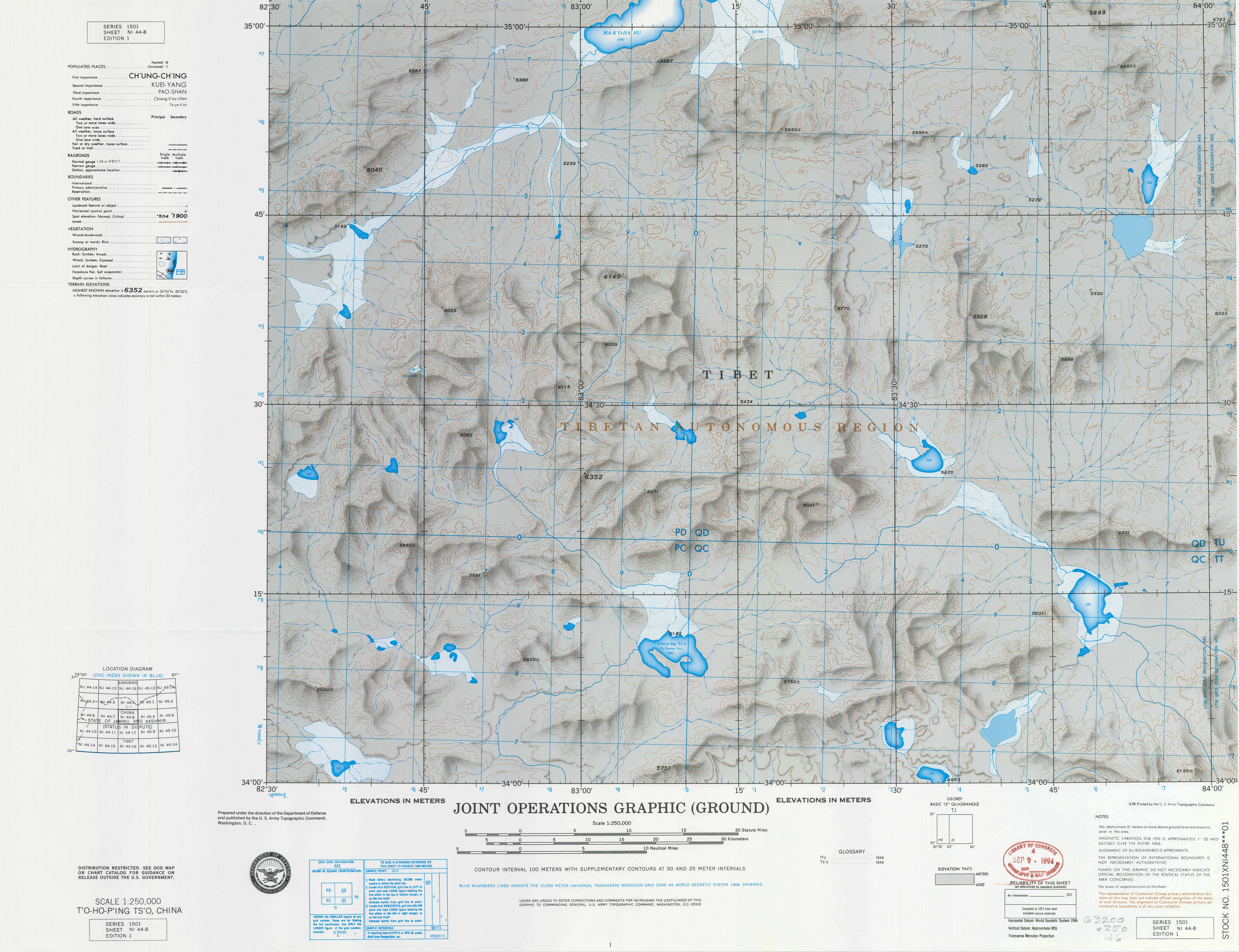
包括托和平錯(T'o-ho-p'ing Ts'o (To Huping Tso) (salt))的地圖(ATC, 1971)